# Sicaya (Huancayo)
Sicaya es una ciudad peruana ubicada en la provincia de Huancayo, departamento de Junín. Según el censo de 2017, tiene una población de 17.328 habitantes.

## Historia
Su origen es prehispánico. Aquí se desarrolló la cultura Sicka. Su capital fue “Uma Kooto”, llamada así porque era la capital y el centro administrativo del Hanan Wanka. Estaba ubicada en la ladera alta del brazo sureño del monte  “JatunKoyllor” o “Estrella Gigante”. Era el mirador desde donde se podía divisar toda la extensión de las tierra pertenecientes a los “Layas” (Familias hanan wancas)  Sicaya es el nombre españolizado de Sicka-Layas (familias o clanes de los Sickas)
Los clanes o tribus que ocuparon estas tierras fueron: Apulayas (Familia de los Apo o Regentes) Huaynalayas (Hermosos)  Cangalayas (Colorados), Marcalayas (Dueños de tierras extensas), Visulayas, Sotalayas, Pomalayas (Descendientes del puma) Wilches (Sobrinos o allegados), etc.
Las familias de origen europeo fueron: Rodríguez (Arrieros a caballo del norte del Virreinato de la Plata), Aliaga (españoles originarios de Aragón), Baldeón, Vivas, Gutarra, Baquerizo, Maraví, Samaniego, Rosado, Lindo, Nieva, Navarro y otros. 
En los tiempos del coloniaje español se fundó el pueblo  "Santo Domingo de Sicaya", ladera abajo. Llegó a ser un centro de acopio muy importante para los transeúntes que venía desde Lima, la capital,  hacia el Cusco o Jauja. Su ubicación estratégica, ayudó al desarrollo de este pueblo, que brindaba a los arrieros, alimento, forraje agua y medicinas. 
Los hanan wankas fueron la fuerza avasalladora que, asociados con los españoles, derrocaron el imperio incaico. Los curacas y la nobleza huanca recuperaron sus privilegios y el gobierno español mediante Real Cédula prohibió el establecimiento de latifundios en territorio huanca. Por su buena relación con los colonos españoles, los huancas disfrutaron de privilegios, quedaron exentos del pago de impuestos, se les otorgó la hidalguía y, además, el derecho a usar "Don" delante de su nombre. Por esta razón el mestizaje en este lugar fue en forma honorable. Los hanan wankas no perdieron sus tierras ni su linaje. Ambas razas, hanan wankas e inmigrantes europeos, formaron esta ciudad apacible. 
Los nobles españoles no tuvieron problema en casarse con las nativas de Sicaya. Están registrados los matrimonios en los documentos aún existentes en la parroquia de Sicaya.
En el marco de la Campaña de la Breña, durante la Guerra del Pacífico (1879-1884), tras la victoria peruana del 5 de febrero de 1882 en Pucará, Junín, el invencible estratega Andrés Avelino Cáceres dispuso la formación de tropas en los pueblos huancaínos de Colca, Chongos Alto y Huasicancha, Chongos Bajo, Chupaca y Sicaya, a la espera de un nuevo embate de los invasores del sur al mando del Coronel Estanislao del Canto. La Campaña de la Breña se tornaba cada vez más sangrienta, y Sicaya fue el heroico distrito designado para preparar los regimientos de defensa, liderados por el coronel Vicente Samaniego Vivas y los capitanes Enrique Rosado Zarate y Tomas Gutarra Solís. Sicaya queda organizado con el "Batallón Libres de Sicaya" que estaba conformado por tres grupos bajo el mando de Vicente Samaniego. Las guerrillas peruanas sabía que los chilenos invadirían el 18 de abril los pueblos de la margen derecha del Mantaro, por lo que las fuerzas sicaínas cortan el puente colgante en un intento por evitar el avance de los enemigos.
Muy a pesar de sus esfuerzos, las tropas chilenas del sur invaden los pueblos de la margen derecha del río Mantaro, iniciándose algunos enfrentamientos en las zonas de Pilcomayo, Sicaya y Chupaca  contra las fuerzas comandadas por Vicente Samaniego Vivas. El enfrentamiento desigual ocasionó muchas bajas en los valientes peruanos que luchaban por la libertad, la vida y la dignidad del pueblo Wanka. Producto de la derrota, Samaniego y sus dos lugartenientes deciden replegarse por la noche hacia Chongos Bajo. Por la noche del 18 de abril, Vicente Samaniego Vivas, Tomás Gutarra Solís y Enrique Rosado Zarate con el teniente José Gavino Esponda Tassa acuerdan ir a Chongos Bajo para reunirse con las fuerzas del coronel Ceferino Aliaga y reforzar a "Los empochados del Cunas" (batallón de combatientes de la zona del río Cunas).
A la media noche, camuflados y a punto de cruzar el puente Viso sobre el río Cunas, entre límite de Pilcomayo y Huamancaca Chico, fueron descubiertos por la patrulla chilena. Los héroes nacionales fueron sometidos a torturas para que informen los planes de las fuerzas defensivas que se negaron a revelar. Lejos de ceder ante la tortura y las demandas del ejército chileno, Samaniego, Rosado y Gutarra prefirieron ofrendar su vida al repaso de los fusiles en la plaza de Huamanmarca antes que revelar las posiciones de los soldados aliados al ‘Brujo de los Andes’ en la Sierra Central. Fueron trasladados al cuartel de Chacabuco en Huancayo donde fueron sometidos a un juicio sumario y condenados a morir fusilados. Es por esta se celebra el 22 de abril de cada año el Aniversario de los tres Héroes de Sicaya.
Los actuales pobladores de Sicaya conservan orgullosos sus tradiciones, su música y sus costumbres, los adelantos y la tecnología no los han cambiado, pues llevan la vestimenta a la usanza antigua, especialmente cuando es época de festividades.

## Cultura
- Fiesta de Santo Domingo[3][4]